# Bondan Prakoso
Bondan Prakoso (ur. 8 maja 1984 w Dżakarcie) – indonezyjski wokalista, basista i producent muzyczny.
Swoją karierę rozpoczął jako wokalista dziecięcy. W wieku 5 lat wydał utwór „Si Lumba-Lumba”. W latach 1988–1994 powstało łącznie siedem albumów.
W 1997 roku założył zespół Kopral, gdzie zajął pozycję basisty. Dwa lata później grupa debiutowała albumem pt. Funchopat. W 2000 roku ukazał się drugi album grupy pt. Funkadelic Rhythm and Distortion, a single „Bagian Yang Hilang”, „Super Funk” i „Drop Dead Down” uzyskały status przebojów. Wydawnictwo to przyniosło im nagrodę AMI Sharp (2001) w kategorii najlepsza grupa alternatywna. Ich trzeci album pt. Misteri Cinta powstał we współpracy z Setiawanem Djodym i zdobył AMI (Anugerah Musik Indonesia) w kategorii najlepszy wspólny album rockowy. Po odejściu z formacji artysta zapoczątkował nowy projekt z grupą Fade 2 Black. Owocem ich współpracy stał się album Respect z 2005 roku. W trakcie swojej aktywności otrzymali nagrody AMI za utwory „Bunga”, „Kroncong Protol” i „Tak Terkalahkan”, kolejno w latach 2006, 2008 i 2013. Ponadto artysta zdobył AMI za utwory solowe „Generasiku” i „Kabut” (w kategorii najlepszy solowy artysta rockowy, kolejno w latach 2015 i 2021).

## Dyskografia

### Albumy studyjne
Funky Kopral
- 1999: Funchopat
- 2000: Funkadelic Rhythm and Distortion
- 2002: Misteri Cinta

Bondan Prakoso & Fade 2 Black
- 2005: Respect
- 2007: Unity
- 2010: For All
- 2012: Respect and Unity For All